# Agencia Nacional para el Intercambio Académico
Agencia Nacional de Intercambio Académico (en polaco: Narodowa Agencja Wymiany Akademickiej, NAWA) es una agencia polaca que lleva a cabo tareas relacionadas con el intercambio académico (estudiantil y científico) con otros países.

## Estatus legal
Desde el 1 de octubre de 2017, la NAWA ha estado operando según una ley sancionada el 7 de julio de 2017 (Journal of Laws of 2017, artículo 1530)

## Actividades
La NAWA ofrece becas y subvenciones a estudiantes, investigadores e instituciones de educación superior tanto polacos como extranjeros en cuatro campos diferentes, con un enfoque principal en la movilidad:
- programas para estudiantes
- programas para científicos
- programas para instituciones
- Programas de idioma polaco

Además, la agencia difunde información sobre el sistema polaco de educación terciaria y ciencia.
La NAWA ejecuta la campaña Ready, Study, Go Poland! (RSGP) que tiene como objetivo entregar información sobre Polonia como futuro destino de estudio e investigación a todos los candidatos en el mundo. La campaña RSGP se enfoca en visitar ferias educativas en todo el mundo, administrar la página web de Polonia así como de numerosos proyectos de promoción.